# 파나요티스 코코라스

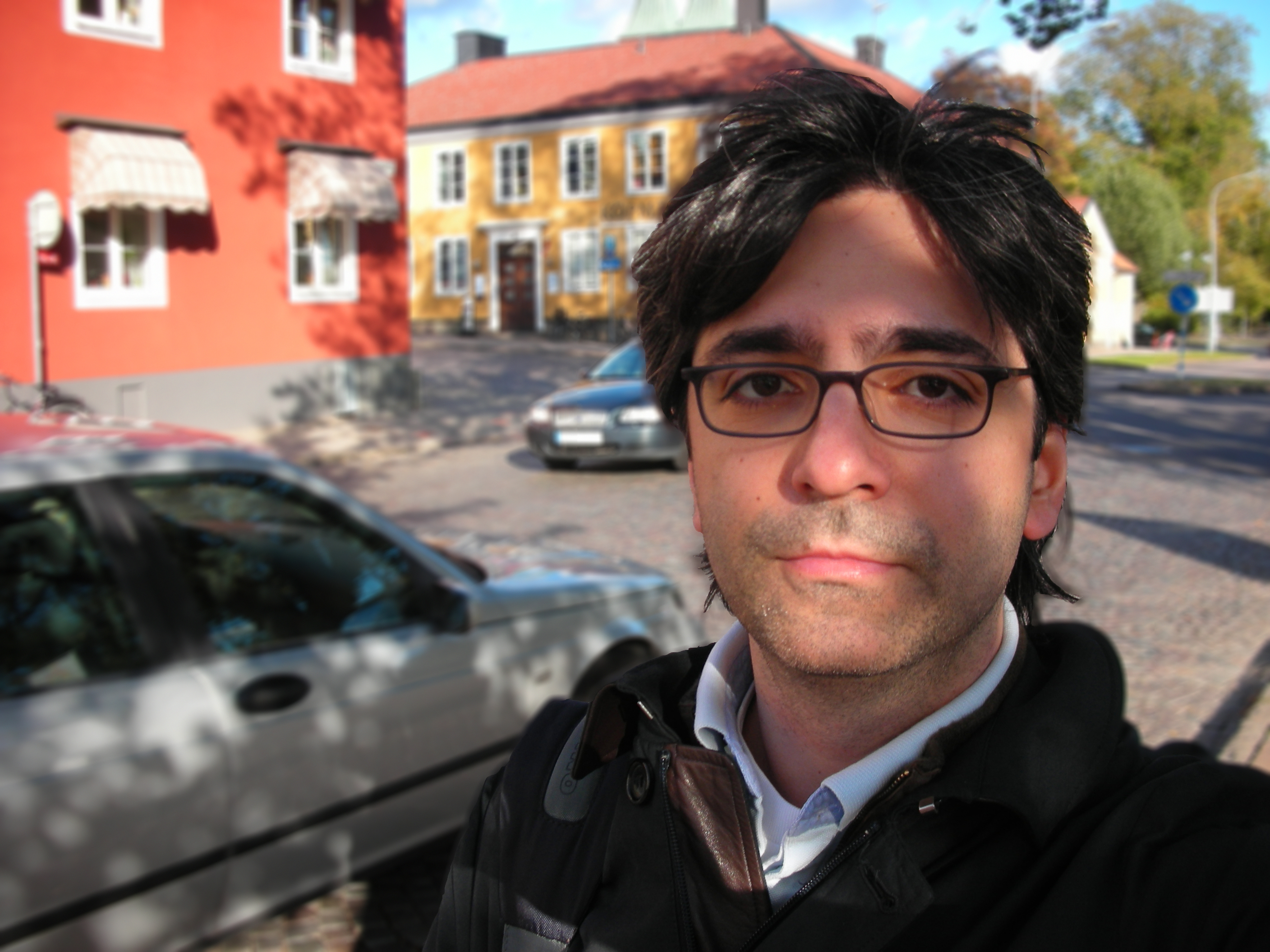

파나요티스 코코라스(Παναγιώτης Κόκορας, 1974년~)는 그리스의 작곡가, 음악가이다.

## 학력
그리스의 아테네에서 얀니스 요안니디, 코스타스 바로치, 앙리 케르고마드에게 작곡을 에방겔로스 아시마코풀로에게 클래식 기타를 사사했다. 1999년 영국의 요크대학에서 토니 마이엇와 작곡을 공부하는 동안 아츠앤휴마니티즈리서치보드 장학금 (AHRB), 알렉산드라 트리안티 음악장학금으로 석사, 박사 학위를 취득했다.

## 수상경력
그의 음악은 유럽, 아시아와 미국에서 연주되었으며 하버드 대학교의 프람음악재단, 이르캄, 마타페스티벌, 스프링페스티벌, 가우데아무즈에서 위촉받았다. 그는 30회에 달하는 수상경력을 가지고 있는데, 그 중 브르쥬 (프랑스: 2008, 2004), 지아니베르가모 (스위스: 2007), 피에르쉐퍼 (이탈리: 2005), 무지카비바 (포르투갈: 2005, 2002), 룩앤리슨프라이즈 (미국:2004), 가우데아무즈 (네덜란드: 2004, 2003), 인슐레 일렉트로니캐 (이탈리: 2003), 저긴슨컴피티션 (러시아: 2003), 서울국제작곡콩쿨 (한국: 2003), 타케미츄컴포지션어워드 (일본: 2002), 느르와프라이즈 (프랑스: 2002), CIMESP (브라질: 2002), 뮤지카노바 (체코: 2001), 메타모포시스 (벨기에: 2000)를 수상하였다.

## 레코딩
크레타의 기술교육대학 음악과에 출강하였으며, 현재 테살로니키의 아리스토텔레스 대학교 음악과에 출강하고있다. 그의 음악은 Spectrum Press, NOR, Miso Musica, SAN/CEC, Independent Opposition Records, ICMC2004, LOSS, Host Artists Group, Musica Nova, Computer Music Journal (MIT Press)에서 출반되었다.
그는 그리스 전자음악협회를 설립하였으며, 현재 그리스 전자음악협회의 부회장을 (HELMCA) 역임하고 있다.

## 프로필
- (영어) Panayiotis Kokoras' home page